# アルバ・アドリアティーカ
アルバ・アドリアティーカ（イタリア語: Alba Adriatica）は、イタリア共和国アブルッツォ州テーラモ県にある、人口約12,000人の基礎自治体（コムーネ）。

## 地理

### 位置・広がり

#### 隣接コムーネ
隣接するコムーネは以下の通り。
- コロンネッラ、 コッローポリ、 マルティンシクーロ、 トルトレート

## 行政

### 分離集落
アルバ・アドリアティーカには、以下の分離集落（フラツィオーネ）がある。
- Basciani, Casasanta, Villa Fiore